# Hägg (efternamn)
Hägg är ett svenskt efternamn som kan stavas på olika sätt. Den 31 december 2013 var det föøjande antal personer bosatta i Sverige med namnvarianterna
- Hägg 3 368
- Hegg 137
- Häggh 29

Tilssammans blir detta 3 534 personer. Namnet har använts som soldatnamn men kan också ha annat ursprung.

## Personer med efternamnet Hägg eller varianter av detta namn
- Annelie Hägg (född 1974), politiker, centerpartist
- Axel Herman Hägg (1835–1921), arkitekt och konstnär
- Carina Hägg (född 1957), politiker
- Carl Hägg (1846–1906), militär
- Carl Fredrik Hägg (1843–1928), satirisk tecknare
- Christer Hägg (född 1939), militär
- Edvin Hägg (1893–1974), målare
- Ella Hägg-Bolin (1872–1954), målare och tecknare
- Eric Hegg (1867–1947), svensk-amerikansk fotograf
- Erik Hägg (1870–1958), generallotsdirektör och sjöofficer
- Georg Hägg (1903–1983), konstnär, tecknare och reklamkonstnär
- Gunder Hägg (1918–2004), friidrottare
- Gunnar Hägg (1903–1986), oorganisk kemist
- Gustaf Hägg (1867–1925), tonsättare och organist
- Göran Hägg (1947–2015), författare, debattör, litteraturvetare
- Herman Hägg (1884–1966), konstnär
- Inga Hägg (född 1939), textilarkeolog
- Jacob Hägg (1839–1931), sjöofficer och marinmålare
- Jacob Adolf Hägg (1850–1928), tonsättare, pianist och organist
- Johan Hegg (född 1973), sångare i death metal-band
- Karl Hägg (1902–1992), spelman
- Lucas Hägg-Johansson (född 1994), fotbollsspelare
- Magnus Hägg (född 1928), tecknare, grafiker och formgivare
- Maud Hägg (född 1944), sociolog, författare och feminist
- Mia Hägg (född 1970), arkitekt
- Olle Hägg, journalist vid Sveriges Radio
- Oscar Hägg (1870–1959), arkitekt
- Robert Hägg (född 1995), ishockeyspelare
- Robin Hägg (1935–2014), antikforskare
- Steve Hegg (född 1963), amerikansk tävlingscyklist
- Tomas Hägg (1938–2011), professor i klassisk grekiska
- Torsten Hägg (1910–2002), organist och tonsättare